# Hidemasa Morita
Hidemasa Morita (守田 英正, Hidemasa Morita), né le 10 mai 1995 à Takatsuki au Japon, est un footballeur international japonais qui évolue au poste de milieu défensif au Sporting CP.

## Biographie

### Kawasaki Frontale
Passé par l'université Ryutsu Keizai, Hidemasa Morita rejoint le Kawasaki Frontale en 2018,. Il fait ses débuts professionnels avec ce club, jouant son premier match le 25 février 2018, en entrant en jeu lors d'une victoire de son équipe sur la pelouse du Júbilo Iwata, sur le score de 0-3.

### CD Santa Clara
En janvier 2021, Hidemasa Morita rejoint le Portugal en s'engageant avec le CD Santa Clara,. Il joue son premier match sous ses nouvelles couleurs dès le 25 janvier 2021, lors d'une rencontre de championnat face au Rio Ave FC. Il s'illustre ce jour-là en inscrivant également son premier but pour le club, donnant par la même occasion la victoire à son équipe (1-2 score final),.

### Sporting CP
Le 1er juillet 2022, Hidemasa Morita s'engage avec un autre club portugais, le Sporting CP. Il signe un contrat courant jusqu'en juin 2026 et sa clause libératoire est fixée à 45 millions d'euros.
Morita inscrit son premier but pour le Sporting le 30 septembre 2022, lors d'une rencontre de championnat face au Gil Vicente FC. Titulaire, il participe à la victoire de son équipe par trois buts à un.
Lors de la saison 2024-2025 Morita est sacré champion du Portugal pour la deuxième fois.

### En sélection nationale
Hidemasa Morita honore sa première sélection avec le Japon le 11 septembre 2018, lors d'un match amical contre le Costa Rica, que les Japonais gagnent 3-0. Il entre en jeu à la place de Sei Muroya et se voit placé au poste d'arrière droit.
Le 1er novembre 2022, il est sélectionné par Hajime Moriyasu pour participer à la Coupe du monde 2022. Le 1er janvier 2024, il est retenu dans la liste des vingt-six joueurs japonais sélectionnés par Hajime Moriyasu pour disputer la Coupe d'Asie des nations 2023.

## Statistiques

### En club
| Saison                | Club                  | Championnat           | Championnat | Championnat | Championnat | Coupe nationale | Coupe nationale | Coupe nationale | Coupe de la Ligue | Coupe de la Ligue | Coupe de la Ligue | Supercoupe | Supercoupe | Supercoupe | Compétition(s) continentale(s) | Compétition(s) continentale(s) | Compétition(s) continentale(s) | Compétition(s) continentale(s) | Total | Total | Total |
| Saison                | Club                  | Division              | M.          | B.          | P.d.        | M.              | B.              | P.d.            | M.                | B.                | P.d.              | M.         | B.         | P.d.       | Comp.                          | M.                             | B.                             | P.d.                           | M.    | B.    | P.d.  |
| 2018                  | Kawasaki Frontale     | J1 League             | 26          | 0           | 2           | 4               | 0               | 0               | -                 | -                 | -                 | 1          | 0          | 0          | C1                             | 5                              | 0                              | 0                              | 36    | 0     | 2     |
| 2019                  | Kawasaki Frontale     | J1 League             | 23          | 0           | 2           | 2               | 0               | 0               | 4                 | 1                 | 0                 | 1          | 0          | 0          | C1                             | 4                              | 0                              | 1                              | 34    | 1     | 3     |
| 2020                  | Kawasaki Frontale     | J1 League             | 32          | 1           | 0           | 2               | 0               | 0               | 4                 | 0                 | 0                 | -          | -          | -          | -                              | -                              | -                              | -                              | 38    | 1     | 0     |
| Sous-total            | Sous-total            | Sous-total            | 81          | 1           | 4           | 8               | 0               | 0               | 8                 | 1                 | 0                 | 2          | 0          | 0          | -                              | 9                              | 0                              | 1                              | 108   | 2     | 5     |
| 2020-2021             | CD Santa Clara        | Liga NOS              | 20          | 2           | 1           | 1               | 0               | 1               | -                 | -                 | -                 | -          | -          | -          | -                              | -                              | -                              | -                              | 21    | 2     | 2     |
| 2021-2022             | CD Santa Clara        | Liga Portugal         | 28          | 1           | 1           | 1               | 0               | 0               | 3                 | 0                 | 0                 | -          | -          | -          | C4                             | 6                              | 1                              | 0                              | 38    | 2     | 1     |
| Sous-total            | Sous-total            | Sous-total            | 48          | 3           | 2           | 2               | 0               | 1               | 3                 | 0                 | 0                 | -          | -          | -          | -                              | 6                              | 1                              | 0                              | 59    | 4     | 3     |
| 2022-2023             | Sporting CP           | Liga Portugal         | 29          | 6           | 3           | 1               | 0               | 0               | 2                 | 0                 | 0                 | -          | -          | -          | C1+C3                          | 5+4                            | 0+0                            | 1+0                            | 41    | 6     | 4     |
| 2023-2024             | Sporting CP           | Liga Portugal         | 29          | 2           | 4           | 4               | 0               | 0               | 0                 | 0                 | 0                 | -          | -          | -          | C3                             | 7                              | 0                              | 0                              | 40    | 2     | 4     |
| 2024-2025             | Sporting CP           | Liga Portugal         | 23          | 2           | 3           | 2               | 0               | 0               | 2                 | 0                 | 0                 | 1          | 0          | 0          | C1                             | 7                              | 0                              | 0                              | 35    | 2     | 3     |
| 2025-2026             | Sporting CP           | Liga Portugal         | 2           | 0           | 0           | 0               | 0               | 0               | 0                 | 0                 | 0                 | 1          | 0          | 0          | C1                             | 0                              | 0                              | 0                              | 3     | 0     | 0     |
| Sous-total            | Sous-total            | Sous-total            | 83          | 10          | 10          | 7               | 0               | 0               | 4                 | 0                 | 0                 | 2          | 0          | 0          | -                              | 23                             | 0                              | 0                              | 119   | 10    | 10    |
| Total sur la carrière | Total sur la carrière | Total sur la carrière | 212         | 14          | 16          | 17              | 0               | 1               | 15                | 1                 | 0                 | 4          | 0          | 0          | -                              | 41                             | 1                              | 1                              | 289   | 16    | 18    |

### En sélection
| Année                 | Sélection             | Phases finales             | Phases finales | Phases finales | Phases finales | Éliminatoires | Éliminatoires | Éliminatoires | Éliminatoires | Amicaux | Amicaux | Amicaux | Total | Total | Total |
| Année                 | Sélection             | Comp.                      | M.             | B.             | P.d.           | Comp.         | M.            | B.            | P.d.          | M.      | B.      | P.d.    | M.    | B.    | P.d.  |
| --------------------- | --------------------- | -------------------------- | -------------- | -------------- | -------------- | ------------- | ------------- | ------------- | ------------- | ------- | ------- | ------- | ----- | ----- | ----- |
| 2018                  | Japon                 | -                          | -              | -              | -              | -             | -             | -             | -             | 2       | 0       | 0       | 2     | 0     | 0     |
| 2019                  | Japon                 | Coupe d'Asie 2019          | -              | -              | -              | CdM 2022      | -             | -             | -             | 1       | 0       | 0       | 1     | 0     | 0     |
| 2019                  | Japon                 | Copa América 2019          | -              | -              | -              | CdM 2022      | -             | -             | -             | 1       | 0       | 0       | 1     | 0     | 0     |
| 2019                  | Japon                 | Coupe d'Asie de l'Est 2019 | -              | -              | -              | CdM 2022      | -             | -             | -             | 1       | 0       | 0       | 1     | 0     | 0     |
| 2020                  | Japon                 | -                          | -              | -              | -              | -             | -             | -             | -             | -       | -       | -       | 0     | 0     | 0     |
| 2021                  | Japon                 | -                          | -              | -              | -              | CdM 2022      | 7             | 2             | 0             | 2       | 0       | 0       | 9     | 2     | 0     |
| 2022                  | Japon                 | Coupe d'Asie de l'Est 2022 | -              | -              | -              | CdM 2022      | 4             | 0             | 0             | 1       | 0       | 1       | 8     | 0     | 1     |
| 2022                  | Japon                 | Coupe du monde 2022        | 3              | 0              | 0              | CdM 2022      | 4             | 0             | 0             | 1       | 0       | 1       | 8     | 0     | 1     |
| 2023                  | Japon                 | -                          | -              | -              | -              | CdM 2026      | 2             | 0             | 1             | 6       | 0       | 1       | 8     | 0     | 2     |
| 2024                  | Japon                 | Coupe d'Asie 2023          | 4              | 1              | 0              | CdM 2026      | 6             | 2             | 0             | -       | -       | -       | 10    | 3     | 0     |
| Total sur la carrière | Total sur la carrière | Total sur la carrière      | 7              | 1              | 0              | -             | 19            | 4             | 1             | 12      | 0       | 2       | 38    | 5     | 3     |

### Style de jeu
Morita est un joueur qui est davantage à vocation défensive. Sa polyvalence lui permet de jouer comme milieu défensif, son poste de prédilection, mais également d'évoluer au poste d'arrière droit.

## Palmarès
| Kawasaki Frontale (5) | Sporting CP (3) |
| --- | --- |
| - Championnat du Japon (2) - Champion en 2018 et 2020 - Coupe du Japon (1) - Vainqueur en 2020 - Coupe de la Ligue (1) - Vainqueur en 2019 - Supercoupe du Japon (1) - Vainqueur en 2019 - Finaliste en 2018 | - Championnat du Portugal (2) - Champion en 2024 et 2025 - Coupe du Portugal (1) - Vainqueur en 2025 - Finaliste en 2024 - Coupe de la Ligue (0) - Finaliste en 2023 - Supercoupe du Portugal (0) - Finaliste en 2024 |